# Тимур и его команда (фильм, 1976)
«Тимур и его команда» — советский художественный телевизионный цветной фильм, снятый режиссёрами Александром Бланком и Сергеем Линковым на «Одесской киностудии» в 1976 году по мотивам одноимённой повести Аркадия Гайдара.
Фильм создан по заказу Государственного Комитета Совета Министров СССР по телевидению и радиовещанию.

## Сюжет
СССР, лето 1940 года.
Женя, дочь командира Красной Армии полковника Александрова, на даче под Москвой знакомится со своим ровесником — Тимуром.
Её сестра Ольга принимает Тимура за хулигана и запрещает младшей сестре дружить с ним. На самом же деле Тимур — командир группы пионеров, живущих в дачном посёлке и тайно оказывающих помощь старикам и семьям красноармейцев.
В этом же посёлке орудует шайка хулиганов, возглавляемая Мишкой Квакиным. Пионеры вступают в противоборство с хулиганами.
Ночью отец Жени приезжает на несколько часов в Москву. Ольга, уехавшая в Москву, присылает Жене телеграмму. Но Женя опаздывает на последний поезд. Её выручает Тимур, привозя на мотоцикле в Москву. Девочка встречает отца. На следующий день Женя и Ольга, которая поняла, что Тимур желает её сестре добра, приезжают обратно на дачу. Ребята провожают на фронт дядю Тимура и собираются вместе, чтобы попрощаться, ведь некоторые уже уезжают домой.

## В ролях
- Антон Табаков — Тимур Гараев
- Инга Третьякова — Женя Александрова
- Вячеслав Баранов — Мишка Квакин
- Лев Идашкин — Гейка Ладыгин
- Константин Леонов — Коля Колокольчиков
- Дмитрий Пасынков — Сима Симаков
- Владимир Шкаликов — Вася
- Пилле Пихламяги — Берта
- Людмила Мухина — Нюра
- Ольга Дрюпина — Таня
- Сергей Молчанов — «Фигура»
- Владимир Дубровин — Алёшка
- Дмитрий Мулёв — Федька
- Людмила Гаврилова — Ольга Александрова, старшая сестра Жени
- Леонид Куравлёв — Георгий Гараев, инженер, дядя Тимура
- Бруно Фрейндлих — доктор Колокольчиков
- Татьяна Фёдорова — Павлова, вдова погибшего красноармейца
- Любовь Соколова — соседка-молочница
- Николай Гринько — полковник Павел Александрович Александров, отец Жени и Ольги
- Генрих Осташевский — комбриг дядя Петя, друг Александрова
- Александр Бордуков — студент
- Екатерина Загорянская — тётя Квакина